# Onze-Lieve-Vrouw-van-Bijstandkapel (Niel-bij-Sint-Truiden)
De Onze-Lieve-Vrouw-van-Bijstandkapel is een betreedbare kapel aan de Oude Katsei te Niel-bij-Sint-Truiden.
De kapel werd door Cornelis Keesen gesticht in 1785. Het is een eenvoudig rechthoekig gebouwtje onder tentdak, dat geflankeerd wordt door twee lindebomen. Het kapelletje heeft een rondboogdeur en is witgeschilderd met blauwe deuromlijsting.